# Амарнский архив

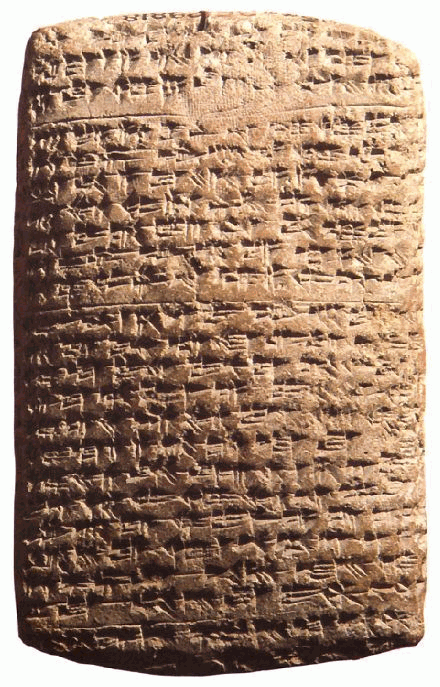
Одна из глиняных табличек из Амарны.

Амарнский архив — собрание переписки на глиняных табличках, в основном дипломатической, между правительством Древнего Египта и его представителями в Восточном Средиземноморье (Ханаане и Амурру), а также царями других могущественных держав региона (Вавилонии, Хатти, Митанни, Ассирии), во времена Нового царства. 
Переписка была обнаружена в Амарне (современное название древнего Ахетатона, столицы, основанной фараоном Эхнатоном в Верхнем Египте). Амарнские письмена необычны для египтологии, так как среди систем письменности преобладает аккадская клинопись, которая скорее свойственна для Древней Месопотамии, а не для Древнего Египта. К настоящему времени известны 382 таблички.

## История открытия
Амарнская переписка составлена преимущественно на аккадском, служившим во времена Нового царства языком международного общения на Ближнем Востоке. Архив был обнаружен местными жителями в 1886 году, когда египетская крестьянка из Амарны наткнулась на многочисленные таблички из обожжённой глины с письменами. Находки были тайно вынесены и реализованы антикварам: первооткрывательница разломала таблички на несколько частей, которые предложила торговцам-перекупщикам. Те, впрочем, отнеслись к ним довольно скептически и предложили за них весьма низкую цену. Только один из торговцев понял, что таблички покрыты какой-то письменностью, и стал предлагать их различным музеям Европы.
Однако и учёные, испытавшие много разочарований из-за восточных подделок, отнеслись к табличкам из Амарны с недоверием. Лишь сотрудники Берлинского музея не только доказали подлинность глиняных фрагментов, но и решили скупить все письменные таблички, к тому времени оказавшиеся в разных частях света.
Первым археологом, который предпринял систематическое исследование места обнаружения переписки, был Уильям Флиндерс Питри в 1891—1892 годах. Под его руководством был обнаружен 21 фрагмент переписки. Эмиль Шассина, возглавлявший Французский институт восточной археологии в Каире, нашёл ещё 2 таблички в 1903 году. Со времени издания норвежским ассириологом Йёргеном Кнудтсоном двухтомника с текстами Амарнской переписки (в 1907 и 1915 годах) были найдены ещё 24 таблички.

## Ближний Восток в Амарнскую эпоху

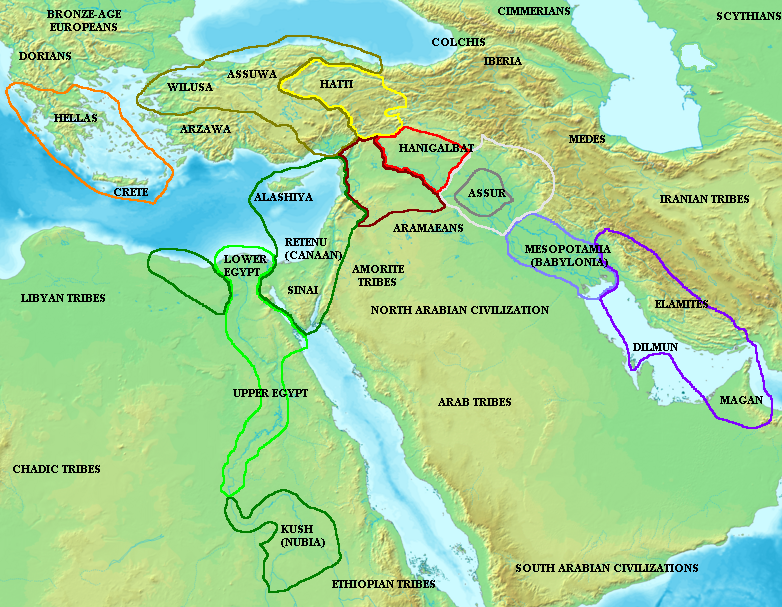
Карта Восточного Средиземноморья в Амарнский период (XIV век до н. э.). Территория Египта обведена зелёным, Митанни — красным, Хатти — жёлтым (покорённые ими территории обозначены более тёмными контурами того же цвета).

Переписка, обнаруженная в Амарне, относится к временам правления Аменхотепа III и Аменхотепа IV (Эхнатона) из XVIII династии египетских фараонов. Она включает записи государственного характера — переписку фараона как с подчинёнными правителями восточносредиземноморских земель, включённых в состав Египетской державы Тутмосом III, так и с суверенными иноземными монархами. В Амарнскую эпоху Египет был одним из четырёх гегемонов на Ближнем Востоке, наряду с Хеттским (Хатти), Митаннийско-хурритским и Вавилонско-касситским царствами. На периферии этой международной системы находились Элам, микенские и западноанатолийские государства, пребывающий в стадии упадка минойский Крит, и Алашия (Кипр), тоже участвовавший в Амарнской переписке. Постепенно усиливала своё влияние Ассирия, все ещё зависевшая от митаннийцев и вавилонян.
Аменхотеп III и Эхнатон предпочитали обмениваться с соседями подарками и сами не вели войн. Например, царь митаннийцев Тушратта обращался к Аменхотепу III с просьбой прислать ему золота, так как «у моего брата в Египте золота — как песка» (и в качестве выкупа за невесту фараона, дочь Тушратты Тадухепу); в свою очередь, когда Аменхотеп III серьёзно заболел, Тушратта для его исцеления послал своему египетскому «брату» идол богини Иштар из Ниневии, которая тогда от него зависела.
Вассалы Египта часто писали фараону, в своих письмах обвиняя других местных князей в нелояльности к египетскому господству, надеясь получить власть над их землями. Так, амбициозный правитель княжества Амурру Абди-Аширта и его преемник Азиру, вступившие в соглашение с хеттами, нападали на подчинённые Египту города. Одна из его жертв, правитель города Библа Риб-Адди особенно активно обращался к Эхнатону с мольбами о помощи. Пассивность египетской власти, не оказавшей помощи лояльным вассалам наподобие Риб-Адди (не в последнюю очередь благодаря связям Азиру с его покровителем при египетском дворе — «начальником северных стран» Дуду) стоили Эхнатону потери северных областей его царства, захваченных хеттами.
В Амарнских письменах впервые фигурирует упоминание о хапиру.

## Местонахождение
Материалы амарнского архива, обнаруженные местными жителями, первоначально не задерживались в Египте и уходили на зарубежный антикварный рынок. По этой причине многие из их числа ныне рассеяны по музеям Каира, Европы и США:
- 202 или 203 фрагмента — в Берлинском музее Передней Азии;
- 49 или 50 — в Каирском египетском музее;
- 7 — в Лувре;
- 3 — в ГМИИ имени А. С. Пушкина;
- 1 — в Институте Востока в Чикаго.